# هادی طحان نظیف
هادی طحان نظیف (زاده ۱۳۶۱ دزفول) حقوقدان و مدرس دانشگاه است که به‌عنوان عضو هیئت علمی دانشگاه امام صادق با مرتبه دانشیاری و حقوقدانِ شورای نگهبان فعالیت می‌کند.وی از تاریخ ۲۳ تیر ماه ۱۴۰۰ به عنوان سخنگوی شورای نگهبان به جای عباسعلی کدخدایی انتخاب شد.

## تحصیلات
هادی طحان نظیف دیپلم خود را در رشته ریاضی و فیزیک، کارشناسی را در رشته حقوق دانشگاه امام صادق، کارشناسی ارشد خود را با گرایش حقوق عمومی از همین دانشگاه و دکتری را با گرایش حقوق عمومی از دانشگاه تهران دریافت کرده‌است.

## شورای نگهبان
طحان نظیف در ۲۵ تیرِ ۱۳۹۸ با کسب ۱۵۶ رای از نمایندگان مجلس، به عنوان جوان‌ترین عضو حقوقدان شورای نگهبان و اولین عضو متولد شده بعد از انقلاب این شورا انتخاب شد.
۲۵ تیر ۱۴۰۴، طحان نظیف مجدداً با کسب ۲۵۷ رای از مجموع ۲۶۹ نماینده حاضر در مجلس (۹۵.۵ درصد) توسط مجلس شورای اسلامی برای شش سال دیگر به عنوان عضو حقوقدان شورای نگهبان انتخاب شد. این تعداد رای بی‌سابقه بوده و بالاترین آرای کسب شده توسط یک نامزد عضویت شورای نگهبان در مجلس شورای اسلامی محسوب می‌شود؛ نفر بعدی پس از وی، محسن اسماعیلی با ۲۳۷ رای در سال ۱۳۹۲ است. همچنین درصد آرای وی نسبت به آرای مأخوذه پس از رای ۱۰۰ درصدی حسن حبیبی در سال ۱۳۶۸ در جایگاه دوم قرار دارد.

## تألیفات
طحان نظیف همچنین ۲۰ عنوان کتاب و بالغ بر ۵۰ عنوان مقاله علمی در موضوعات حقوقی دارد. برخی از آن‌ها عبارتند از:
- حقوق برنامه
- حقوق بودجه
- تفکیک تقنین و اجراء؛ تحلیل مرزهای صلاحیت تقنینی در روابط قوای مقننه و مجریه
- چالش‌های محرمانگی مقررات در نظام حقوقی ایران [۷]
- بررسی نظرات شرعی فقهای شورای نگهبان در خصوص قوانین مالیاتی
- خلق پول در پرتو اصل برابری [۸]
- تشخیص مصلحت نظام یا شرع؟[۹]
- تأثیر صورت‌بندی ساختارهای حکومتی در نظام‌سازی اسلامی[۱۰]
- آسیب‌شناسی نظام حقوقی حاکم بر فرایندهای نظارت بر انتخابات مجلس شورای اسلامی در پرتو سیاست‌های کلی انتخابات[۱۱]
- ماهیت قوانین برنامهٔ توسعه در نظام حقوقی ایران[۱۲]
- نقش دادستان در صیانت از حقوق و آزادی‌های عمومی در حقوق کیفری ایران[۱۳]
- بازپژوهی مفهوم قانون در حقوق مدرن با تأکید بر مکتب پوزیتیویسم حقوقی[۱۴]
- خوانشی نو از دیدگاه‌های تحلیلی نسبت به مفهوم قانون در عصر مشروطه [۱۵]

## سوابق اجرایی
برخی از سوابق اجرایی هادی طحان نظیف عبارتند از:
- سخنگوی شورای نگهبان
- عضو هیأت امنای پژوهشکده شورای نگهبان
- دبیر علمی همایش بین‌المللی حقوق ملت و آزادی‌های مشروع در منظومه فکری آیت‌الله خامنه‌ای
- معاونت آموزشی دانشکده حقوق دانشگاه امام صادق، از مردادماه سال ۱۳۹۲٫
- عضو هیئت علمی گروه حقوق عمومی و بین‌الملل دانشکده حقوق دانشگاه امام صادق، از سال ۱۳۹۲٫
- دبیر داخلی جلسه شورای نگهبان، از سال ۱۳۸۹٫
- مشاور معاون اجرایی و امور انتخابات شورای نگهبان، از سال ۱۳۸۹٫
- عضو مجمع مشورتی حقوقی شورای نگهبان، از سال ۱۳۹۳٫
- عضو شورای کارشناسی مرکز تحقیقات شورای نگهبان، از سال ۱۳۹۱ تا سال ۱۳۹۲٫
- عضو کمیته علمی و راهبردی دفتر حقوق بشر و شهروندی اسلامی، از سال ۱۳۹۵٫
- عضو کمیته علمی همایش مردم‌سالاری دینی، جهان اسلام و غرب، سال ۱۳۹۷٫
- عضو کمیسیون فقه، حقوق و قضای اسلامی چهارمین همایش ملی تمدن نوین اسلامی، سال ۱۳۹۷٫[۱۶]